# Natallja Sasanowitsch
Nastassja Wjatschaslawauna Sasanowitsch (belarussisch Настасься Вячаславаўна Сазановіч, wiss. Transliteration Nastas'sja Vjačaslavaŭna Sazanovič; * 15. August 1973 in Baranawitschy) ist eine ehemalige belarussische Siebenkämpferin.
Die Juniorenweltmeisterin von 1992 errang 1996 mit ihrer persönlichen Bestleistung von 6563 die Silbermedaille bei den Olympischen Spielen in Atlanta hinter Ghada Shouaa (SYR) und vor Denise Lewis (GBR).
Einem fünften Platz bei den Leichtathletik-Weltmeisterschaften 1997 in Athen folgte eine Bronzemedaille bei den Leichtathletik-Europameisterschaften 1998 in Budapest.
Ebenfalls eine Bronzemedaille gewann sie bei den Olympischen Spielen 2000 in Sydney hinter Denise Lewis und der nur vier Punkte vor ihr liegenden Russin Jelena Prochorowa.
Bei den Weltmeisterschaften 2001 in Edmonton gewann sie Silber, bei den Europameisterschaften 2002 in München und bei den Weltmeisterschaften 2003 in Paris Bronze.
Zu ihrem letzten Wettkampf startete sie bei den Olympischen Spielen 2004 in Athen, musste dort jedoch schon nach dem 100-Meter-Hürdenlauf aufgeben.